# Spilosoma radiata
Spilosoma radiata är en fjärilsart som beskrevs av Edward Alfred Cockayne 1948. Spilosoma radiata ingår i släktet Spilosoma och familjen björnspinnare. Inga underarter finns listade i Catalogue of Life.